# Maingear
Maingear是美国一家私人公司以及计算机品牌商，总部位于新泽西州沃伦。 该公司的產品有桌上型電腦、電競電腦、可定制筆記型電腦和工作站。
该公司成立於2002年  2022年11月，玩家麥可·格澤希克在Twitter上宣布自己成为Maingear的共同所有人。